# Опсада Сарда (498. п. н. е.)
Опсаду Сарда извршили су малоазијски Грци уз помоћ Атине и Еретрије 498. године п. н. е. Део је Јонског устанка, а завршена је успехом Грка.

## Опсада
Милетски тиранин Аристагора 499. п. н. е. диже устанак против персијске власти у Јонији. Он одлази у Грчку како би од тамошњих полиса тражио помоћ у ослобођењу. Спартански краљ Клеомен одлучно га је одбио. Атина и Еретрија имале су више слуха и послали му 25 бродова у помоћ. Савезничка експедиција искрцала се код Сарда, персијске престонице Лидије, управо у тренутку када је персијски сатрап Артаферн био заузет опсадом Милета. Одбрану Милета водио је Аристагора док је команду над војском предао своме брату Харопину.
Грци су успели изненадити Персијанце и спалити Сард. Међутим, цитадела се одржала и постала база Артафернове војске. Персијанцима је задат тежак ударац. Међутим, становништво Лидије окреће се против Грка и приморава их на повлачење према Ефесу где ће им исте године Артаферн нанети велики пораз.